# Eubucco
Eubucco é um gênero de ave piciforme da família Capitonidae.  As espécies podem ser encontradas em florestas úmidas das Américas do Sul e Central.

## Espécies
- Capitão-de-bigode-limão, Eubucco richardsoni
- capitão-da-cabeça-vermelha, Eubucco bourcierii
- Capitão-de-colar-amarelo, Eubucco tucinkae
- capitão-variegado, Eubucco versicolor